# Matoller de Grande Comore
El matoller de Grande Comore (Nesillas brevicaudata) és una espècie d'ocell de la família dels acrocefàlids (Acrocephalidae).

## Hàbitat i distribució
Habita la malesa dels boscos de Grande Comore a les Illes Comores.